# Trattato di Ulma (1620)
Il trattato di Ulma del 1620 venne siglato il 3 luglio di quello stesso anno tra i rappresentanti della Lega Cattolica e dell'Unione Protestante. 
Sulla base dei termini di questo accordo, l'Unione Protestante dichiarò la propria neutralità nel conflitto apertosi tra Federico V del Palatinato e l'imperatore, ritirando ufficialmente il proprio supporto alla causa del principe elettore del Palatinato che si era nel frattempo proclamato re di Boemia col supporto dei nobili e dei protestanti locali.
La conseguenza della firma del trattato di Ulma fu indubbiamente il rafforzamento della posizione degli imperiali che iniziarono a cercare nuove truppe nei Paesi Bassi spagnoli ed in Alsazia col supporto del generale marchese Ambrogio Spinola per combattere Federico V e le sue armate.